# ثوم (النادرة)

تعديل مصدري - تعديل

ثوم هي إحدى قرى عزلة الفجرة بمديرية النادرة التابعة لمحافظة إب، بلغ تعداد سكانها 71 نسمة حسب تعداد اليمن لعام 2004.